# HMS Tenacity (P276)
HMS Tenacity (P276) byl hlídkový člun britského královského námořnictva. To jej provozovalo v letech 1972–1985.

## Stavba
Člun postavila na vlastní náklady britská loděnice Vosper Thornycroft (VT). Sloužil jako vzorový raketový člun s pohonem koncepce CODOG. Na vodu byl spuštěn 18. února 1969 a dokončen roku 1969.

## Konstrukce
Člun byl dokončen jako neozbrojený a bez výzbroje byl i v prvních letech provozu u britského námořnictva. Až roku 1978 dostal jeden 40mm kanón Bofors. Jiná výzbroj nebyla nikdy instalována, ačkoliv se počítalo s instalací protilodních střel. Pohonný systém koncepce CODOG tvořily tři plynové turbíny Rolls-Royce Proteus o výkonu 12 750 bhp a dva diesely Paxman Ventura 6YJCM o výkonu 700 bhp. Lodní šrouby byly tři, přičemž při ekonomické plavbě diesely poháněly pouze dva z nich. Nejvyšší rychlost dosahovala 40 uzlů. Cestovní rychlost s diesely byla 16 uzlů.

## Operační služba
Po dokončení roku 1969 byl člun předveden řadě potenciálních kupců. Tehdy nesl maketu dvouhlavňové dělové věže na přídi a makety čtyř protilodních střel Sea Killer na zádi. Žádného kupce se získat nepodařilo, částečně asi proto, že oproti rychlým člunům s čistě dieselovým pohonem měl Tenacity stále ještě dost vysokou spotřebu paliva.
Roku 1971 byl člun dvakrát krátkodobě pronajat britským námořnictvem pro cvičení NATO. V lednu 1972 byl zakoupen britským námořnictvem. Loděnice VT v Portchesteru jej do března 1973 upravila na hlídkovou loď. Zařazen byl do jednotky na ochranu rybolovu Fishery Protection Squadron. Podílel se také na protiteroristických operacích v Severním Irsku. Ze služby byl vyřazen roku 1985.
Na počátku 90. let se trup bez nástavby nacházel v Southamptonu. V letech 1994–1997 byl v Portisheadu u Bristolu přestavován na soukromou jachtu. Přestavba nebyla dokončena a člun byl pravděpodobně sešrotován.